# Halmai József (labdarúgó)
Halmai József (Kispest, 1932. május 20. – 2023. október 23.) labdarúgó, fedezet.

## Pályafutása
1953-ban a Bp. Dózsából igazolt a Sztálin Vasműbe, ahol 1955-ig játszott. 1956 és 1959 között az Újpesti Dózsa játékosa volt. Tagja volt az 1957 tavaszán bronzérmet szerzett együttesnek. Az 1959–60-as idényben az MTK csapatában játszott. Az élvonalban 91 bajnoki mérkőzésen szerepelt és három gólt szerzett.

## Sikerei, díjai
- Magyar bajnokság
  - 3.: 1957-tavasz